# Randolph County (North Carolina)
Randolph County ist ein County im Bundesstaat North Carolina der Vereinigten Staaten. Der Verwaltungssitz (County Seat) ist Asheboro, das nach dem Gouverneur Samuel Ashe benannt wurde.

## Geographie
Das County liegt etwas westlich des geographischen Zentrums von North Carolina und hat eine Fläche von 2046 Quadratkilometern, wovon 7 Quadratkilometer Wasserfläche sind. Es grenzt im Uhrzeigersinn an folgende Countys: Guilford County, Alamance County, Chatham County, Moore County, Montgomery County und Davidson County.
Randolph County ist in 22 Townships aufgeteilt: Asheboro, Archdale, Back Creek, Brower, Cedar Grove, Coleridge, Columbia, Concord, Farmer, Franklinville, Grant, Level Cross, Liberty, New Hope, New Market, Pleasant Grove, Providence, Randleman, Richland, Tabernacle, Trinity und Union.
Im westlichen Teil von Randolph County befinden sich die Carraway Mountains, der raueste Teil der Uwharrie Mountains.

## Geschichte
Randolph County wurde 1779 aus Teilen des Guilford County gebildet. Benannt wurde es nach Peyton Randolph, dem ersten Präsidenten des Kontinentalkongresses.
20 Bauwerke und Stätten des Countys sind insgesamt im National Register of Historic Places eingetragen (Stand 15. März 2018).

## Demografische Daten
Nach der Volkszählung im Jahr 2000 lebten im Randolph County 130.454 Menschen in 50.659 Haushalten und 37.335 Familien. Die Bevölkerungsdichte betrug 64 Einwohner pro Quadratkilometer. Ethnisch betrachtet setzte sich die Bevölkerung zusammen aus 89,20 Prozent Weißen, 5,63 Prozent Afroamerikanern, 0,45 Prozent amerikanischen Ureinwohnern, 0,64 Prozent Asiaten, 0,02 Prozent Bewohnern aus dem pazifischen Inselraum und 3,01 Prozent aus anderen ethnischen Gruppen; 1,06 Prozent stammten von zwei oder mehr Ethnien ab. 6,63 Prozent der Bevölkerung waren spanischer oder lateinamerikanischer Abstammung.
Von den 50.659 Haushalten hatten 33,7 Prozent Kinder unter 18 Jahren, die bei ihnen lebten. 59,1 Prozent davon waren verheiratete, zusammenlebende Paare, 10,2 Prozent waren allein erziehende Mütter und 26,3 Prozent waren keine Familien. 22,5 Prozent waren Singlehaushalte und in 8,6 Prozent lebten Menschen mit 65 Jahren oder älter. Die Durchschnittshaushaltsgröße betrug 2,55 und die durchschnittliche Familiengröße war 2,97 Personen.
25,0 Prozent der Bevölkerung waren unter 18 Jahre alt. 8,0 Prozent zwischen 18 und 24 Jahre, 31,3 Prozent zwischen 25 und 44 Jahre, 23,5 Prozent zwischen 45 und 64, und 12,1 Prozent waren 65 Jahre alt oder Älter. Das Durchschnittsalter betrug 36 Jahre. Auf alle weibliche Personen kamen 97,8 männliche Personen. Auf alle Frauen im Alter von 18 Jahren oder darüber kamen 95,4 Männer.
Das jährliche Durchschnittseinkommen eines Haushalts betrug 38.348 $ und das jährliche Durchschnittseinkommen einer Familie betrug 44.369 $. Männer hatten ein durchschnittliches Einkommen von 30.575 $ gegenüber den Frauen mit 22.503 $. Das Prokopfeinkommen betrug 18.236 $. 9,1 Prozent der Bevölkerung und 6,8 Prozent der Familien lebten unterhalb der Armutsgrenze. 11,6 Prozent von ihnen sind Kinder und Jugendliche unter 18 Jahre und 11,5 Prozent sind 65 Jahre oder älter.